# Lazarus taxon
I palæontologi er Lazarus taxon (flertal taxa) en takson som ikke optræder i en eller flere perioder i den fossile periode, for så at optræde igen senere. Ligeledes inden for bevaringsøkologi og økologi kan det referere til arter eller populationer, som man havde antaget var uddøde, men som så bliver genopdaget.
Termen referer til Johannesevangeliet, hvor Jesus genopliver Lazarus fra de døde.
Et berømt eksempel er coelacanth (også kaldet den blå fisk), som man troede havde været uddød i millioner af år, indtil den blev genopdaget i 1938.

## Potentielle forklaringer
Lazarus taxa er observerbare artefakter der optræder som følge af (lokal) udryddelse eller som prøve. Den fossile periode er sagens natur sporadisk (kun en meget lille del af levende organismer bliver til fossiler, og en endnu mindre del bliver opdaget inden de bliver ødelagt), og den indeholder huller, som ikke nødvendigvis er forårsaget af udryddelse, særligt når antallet af individer i et bestemt takson er meget lavt.
Efter masseudryddelser, som Perm–Trias udslettelsen, optræder Lazarus-effekten inden for mange taxa. Der er tilsyneladende ikke nogen sammenhæng mellem mængden af fossiler og antallet af Lazarus taxa, og der er ikke blevet fundet nogen manglende taxa i potentielle refugier. Derfor er genopdagelsen af Lazarus taxa sandsynligvis et resultat af en takson store sjældenhed i efterdønningerne af en sådan masseudryddelse.